# Guatteria phanerocampta
Guatteria phanerocampta Diels – gatunek rośliny z rodziny flaszowcowatych (Annonaceae Juss.). Występuje naturalnie w Peru. 

## Morfologia
PokrójZimozielone drzewo dorastające do 10 m wysokości. Gałęzie są owłosione.
LiścieMają kształt od odwrotnie owalnego do eliptycznie lancetowatego. Mierzą 15–20 cm długości oraz 5–7,5 szerokości. Nasada liścia jest ostrokątna lub zbiega po ogonku. Liść na brzegu jest całobrzegi. Wierzchołek jest spiczasty. Ogonek liściowy jest owłosiony.
KwiatySą pojedyncze. Rozwijają się w kątach pędów. Działki kielicha mają owalny kształt. Płatki mają kształt od romboidalnie eliptycznego po podłużnie odwrotnie owalny. Osiągają do 12–18 mm długości.

## Biologia i ekologia
Rośnie w lasach. Występuje na wysokości od 1200 do 1300 m n.p.m.